# فلات جیزه

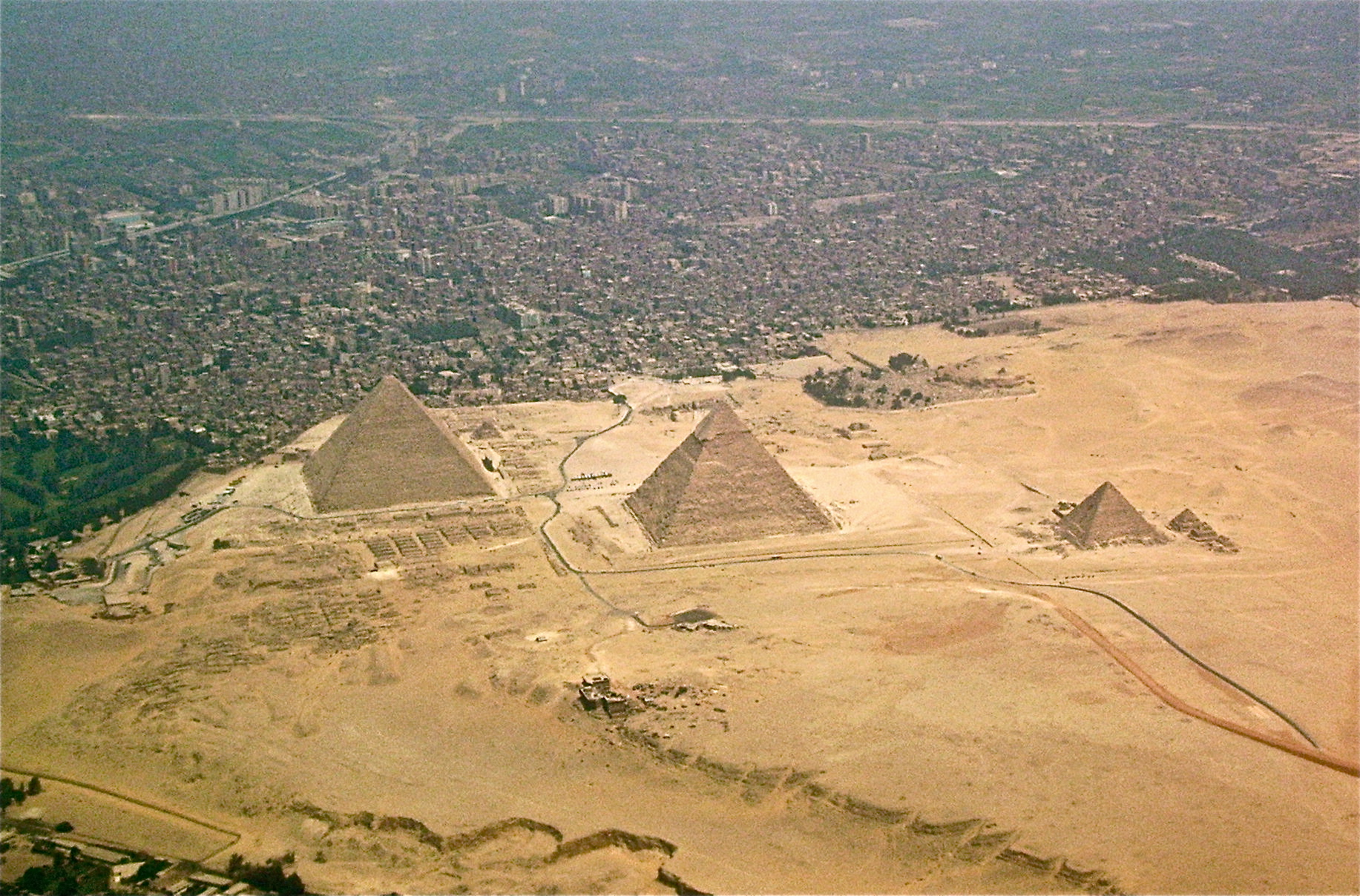
از شمال به جنوب: بخشی از شهر جیزه، نپروپلیس جیزه و بخشی از فلات جیزه

فلات جیزه (عربی: جيزة بلاتي) سرزمین عجایب باقی‌مانده در دنیا، اهرام جیزه، که طور مطلق مشهورترین آثار تاریخی مصر در دوران فراعنه می‌باشد. این فلات درست در خارج از محدوده قاهره واقع شده‌است.
فلات جیزه جزئی از مرز شرقی صحرای غربی در مصر می‌باشد، این فلات در شرق دره حاصلخیز رود نیل از منطقه جیزه در خط مقدم منطقه جلگه سیلابی و جزیره الدهب در رود نیل و دلتای دره دجله و همین‌طور دامنه‌های جنوب غربی فلات المقطم قرار دارد.

## مساحت این فلات
مساحت این فلات برابر با ۳٫۱۹ کیلومتر می‌باشد، بزرگ‌ترین طول آن از غرب به شرق است و برابر با ۲۶۸۵ متر است و بزرگ‌ترین عرض که از شمال به جنوب است برابر با ۲۰۵۵ متر می‌باشد، این فلات از شمال غربی به جاده قاهره –فیوم صحرایی محدود می‌گردد، از جنوب غربی به دیواری که حیط الغراب خوانده می‌شود محدود است، اما از سمت شرق و شمال شرقی به جلگه سیلابی رود نیل محدود می‌گردد.

## آب و هوا
فلات جیزه با آب و هوای صحرایی‌اش از بقیه مناطق متمایز می‌گردد، این آب و هوا از آب و هوای اقلیم مصر میانی تبعیت می‌کند یعنی در تابستان به شدت داغ و سوزان است و در زمستان معتدل می‌باشد، همچنین این فلات به باران کم از بقیه مناطق متمایز است، اما بنظر می‌رسد که در قدیم و در مصر باستان آب و هوای این منطقه کاملاً با الان فرق داشته‌است.

## طبقات این فلات
این فلات شامل طبقاتی از سنگ الجیری می‌باشد که جزئی از عناصر تشکیل‌دهنده فلات المقطم نیز هست، این سنگ نزدیک به ۵۰ میلیون سال قدمت دارد (این سنگ مربوط به دوره‌ای است که بنام دوره الایوسین خوانده می‌شود)(در خلال دوره خاندان چهارم فراعنه ۲۶۴۹ تا ۲۵۱۳ قبل از میلاد)

## اهرام جیزه

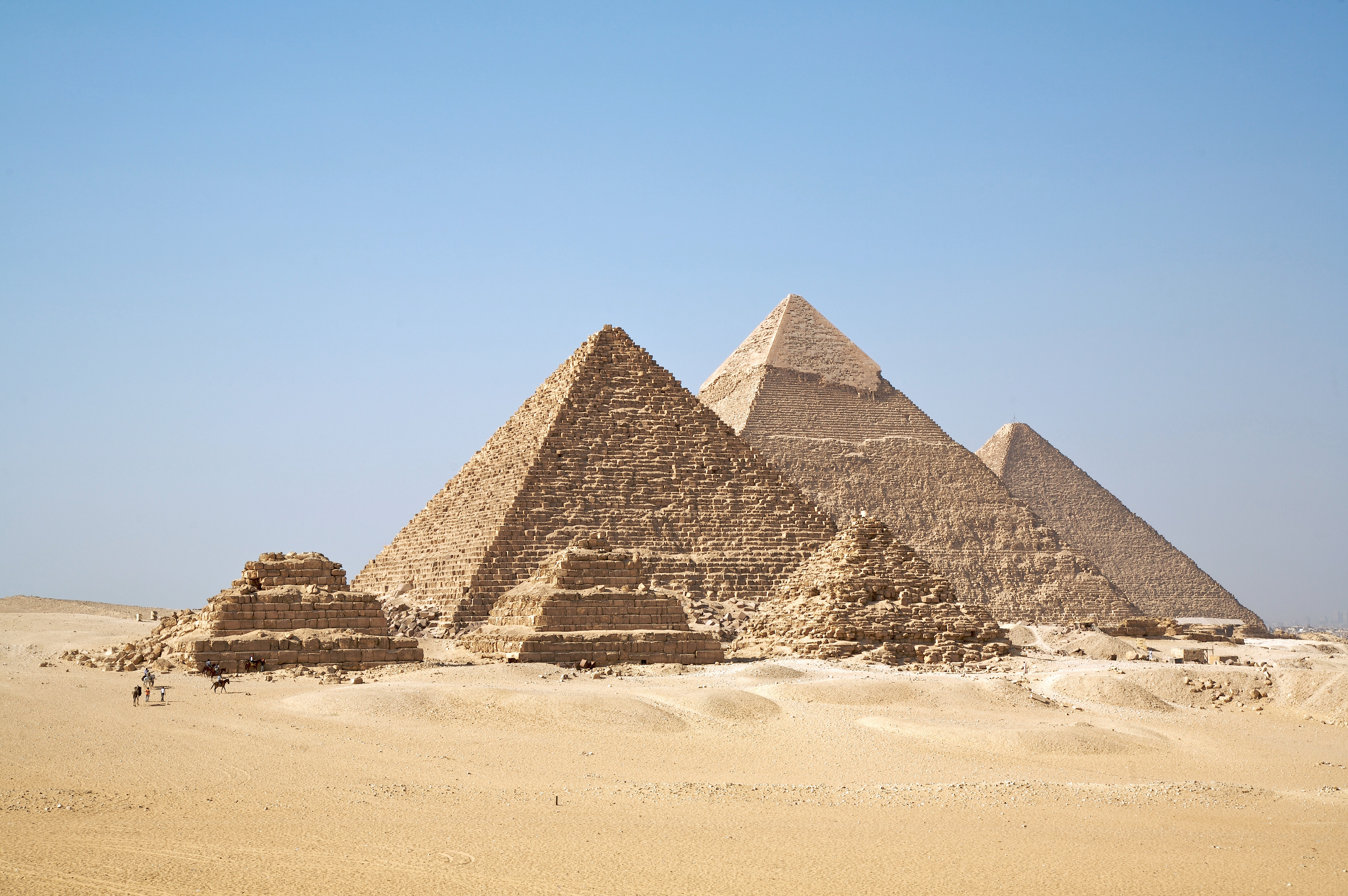
اهرام جیزه

در فلات جیزه سه مجموعه هرمی ساخته شده‌است که مربوط به فراعنه خوفو، خفرع و منقرع می‌باشد. یکی از این اهرام در سال ۲۵۵۱ قبل میلاد زمانی که فرعون خوفو مؤسس سلسله و خاندان چهارم فراعنه دستور ساخت آن را داد ساخته شده‌است، هرم او بزرگ‌ترین هرم این مجموعه است و یکی از عجایب هفتگانه دنیا به حساب می‌آید. این هرم بزرگ‌ترین هرم از مجموعه اهرام مصری که تا الان توسط عملیات حفاری کشف شده و… و بالغ بر ۱۰۸ هرم است می‌باشد، هرم بزرگ مربوط به فرعون خوفو است که باخت خوفو یا افق خوفو نامیده می‌شود و در شرق آن ۴ هرم کوچک که از سنگ درست شده و ارتفاع آن‌ها ۲۰ متر می‌باشد وجود دارد. این اهرام مربوط به ملکه‌های مادر و… و مقبره همسرها و خواهران خوفو می‌باشد.
- اولین آن مربوط به ملکه حتب حرس مادر فرعون خوفو است
- دومین آن خاص ملکه میرت آیت آس است
- سومین این مجموعه مربوط به ملکه حنوت سن می‌باشد که در سمت شرق آن یک کوپه و قسمت وجود دارد که تبدیل به یک معبد در دوره خاندان بیست و ششم فراعنه برای عبادت و پرستش خدای مؤنث ایزیس شده‌است
- هرم چهارم که جدیداً کشف شده‌است و در زاویه جنوب شرقی هرم بزرگ قرار دارد و عبارت است از یک هرم مربوط به شعائر و مناسکی که فرعون خوفو به آن اعتقاد داشت و در سمت شرق هرم بزرگ یک قبرستان بزرگی قرار دارد که مختص مقبره و قبور افراد خاندان سلطنتی (فرعون) بوده‌است. کما اینکه در سمت غرب هرم بزرگ نیز یک قبرستان مشابه وجود دارد که خاص دفن بزرگان دولت قدیم مصر بوده‌است.

## توسعه و پیشرفت
ایده توسعه و پیشرفت فلات جیزه بر این اساس بنا شد که دستکاری این منطقه محدود شود و آثار گرانبهای فلات جیزه حفظ و نگهداری گردد، نقش تاریخی آن به آن برگردانده شود باین اعتبار که یکی از اماکن تاریخی مهم نه فقط در حد منطقه و خود کشور مصر بلکه در سطح جهانی می‌باشد، تنظیم رابطه با این مکان تاریخی به عنوان یک کیان واحد باشد، تغییر این منطقه به عنوان یک منطقه حفاظت شده تاریخی «فلات اهرام جیزه» به یک موزه باز برای دیدار عموم، با در کنار هم قرار دادن عناصر مختلف این پروژه مانند شبکه راه‌های تردد به این منطقه و همین‌طور راه‌های تردد برای اتوبوس‌های برقی همراه بوده‌است.